# Lowden Brook
Lowden Brook – strumień (brook) w kanadyjskiej prowincji Nowa Szkocja, w hrabstwie Pictou, płynący w kierunku zachodnim i uchodzący do East River of Pictou; nazwa urzędowo zatwierdzona 22 marca 1926.